# Resurrezione (film 1917)
Resurrezione è un film del 1917 diretto da Mario Caserini.

## Versioni correlate
- Resurrezione, il romanzo